# Vincent Perez
Pour les articles homonymes, voir Pérez.
Vincent Perez est un acteur, réalisateur et scénariste suisse, né le 10 juin 1964 à Lausanne (Suisse).

## Biographie

### Enfance, formation et débuts
Né le 10 juin 1964 à Lausanne (Suisse), Vincent Perez (à l'état-civil Vicente Pérez) est le deuxième des trois enfants d'Antonio Pérez Alberola, d'origine espagnole, qui a immigré en France pour venir travailler dans l'import-export, et d'Arnoldine Bush, d'origine allemande, née le 30 juin 1939 à Bonn. Son grand-père paternel Antonio Pérez Picot a été fusillé par les franquistes en 1939,. Vincent Perez passe une bonne partie de son enfance à Penthaz, puis à Cheseaux-sur-Lausanne, dans le canton de Vaud[source insuffisante].
Après des études de photographie au Centre d'enseignement professionnel de Vevey, il étudie l'art dramatique à Genève, puis au Conservatoire national supérieur d'art dramatique de Paris et à l'école des Amandiers de Nanterre.
Il est encore étudiant lorsqu'il débute au cinéma en 1985 dans Gardien de la nuit.

### Carrière cinématographique

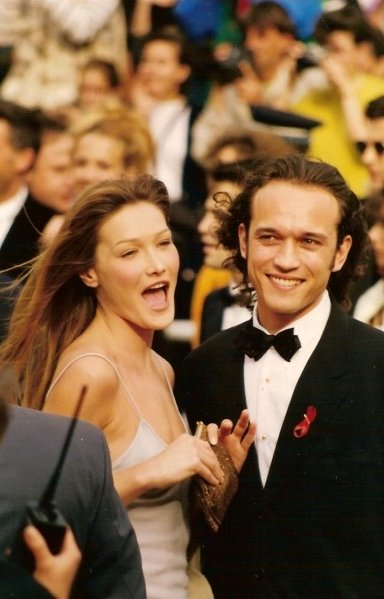
Carla Bruni et Vincent Perez au Festival de Cannes 1994.

C'est en 1990 que Vincent Perez s'impose au niveau international en jouant dans Cyrano de Bergerac. Il est nommé au César du meilleur espoir masculin pour ce film.
En 1992, on le retrouve dans Indochine, lauréat de l'Oscar du meilleur film en langue étrangère. Il obtient la même année le prix Jean-Gabin. Dès lors, il interprète des personnages d'amants romantiques, dans Fanfan (1993) ou La Reine Margot (1994), des films qui lui permettent de côtoyer des acteurs français d'envergure. Il joue par la suite dans une trentaine de films européens ou américains.
Il est nommé au César du meilleur acteur dans un second rôle en 1998 pour son interprétation dans Le Bossu et l'année suivante pour Ceux qui m'aiment prendront le train.
En 1992, il fait ses débuts de réalisateur avec le court métrage L'Échange, nommé au prix du jury du court-métrage au Festival de Cannes. Il revient derrière la caméra en 1999 pour réaliser Rien dire, également nommé à Cannes. En 2002, il réalise son premier long métrage Peau d'ange, dont il est coscénariste.
En 2007, il réalise Si j’étais toi produit par EuropaCorp.
En 2011 il est président du jury du Festival du film francophone d'Angoulême. Parmi ces jurés il retrouve l'actrice Linh-Dan Pham, avec qui il a partagé l'affiche du film Indochine.
En 2013, il est à l'affiche de la comédie romantique Un prince (presque) charmant de Philippe Lellouche, où il donne la réplique à Vahina Giocante avec qui il avait déjà collaboré dans le film Le Libertin de Gabriel Aghion.
En 2014, il est président du jury au Festival du cinéma russe à Honfleur.
En 2018, il initie à Lausanne (ville dans laquelle il a passé une partie de sa jeunesse) un festival de cinéma, au cours duquel aucun prix n'est remis : les Rencontres du 7e art. Ce festival, inspiré du Festival Lumière de Lyon, est monté en collaboration avec la ville de Lausanne et la Cinémathèque suisse, dont il met les collections à l'honneur. Il est destiné à permettre au public de (re)voir de grands chefs-d'œuvre du cinéma mondial et de rencontrer des acteurs, réalisateurs, scénaristes venus du monde entier. Une seconde édition a lieu en mars 2019, intitulée "Au-delà des limites". La cérémonie d'ouverture met notamment à l'honneur le réalisateur Joel Coen.
En juin 2019 il fait partie du jury présidé par Sandrine Bonnaire lors du 33e Festival du film de Cabourg.
En avril 2025 il est membre du jury du 15e Festival international du film de Pékin, sous la présidence de Jiang Wen.

### Engagements
En 2009, Vincent Perez participe à la chanson Beds are burning, collectif en vue de la conférence de Copenhague.
En 2010, il est choisi aux côtés de Virginie Ledoyen comme égérie de la marque IKKS.
En 2012, il est dit qu'il soutient le chef Raoni dans son combat contre le barrage de Belo Monte.
En décembre 2023, il est signataire de la tribune controversée N'effacez pas Gérard Depardieu visant notamment à défendre la présomption d'innocence de Gérard Depardieu, alors accusé de viol, agression sexuelle et harcèlement sexuel.

### Vie privée
Il a partagé la vie de Jacqueline Bisset, puis de Carla Bruni au début de sa carrière.
Il est marié à l'actrice française Karine Silla ; ils ont trois enfants : Iman Perez, née le 2 mai 1999, et les jumeaux Pablo et Tess, nés en 2003.
Par son mariage, il est le beau-père de Roxane Depardieu, fruit de l'union de Karine Silla et Gérard Depardieu.

## Filmographie

### Cinéma
- 1985 : Gardien de la nuit de Jean-Pierre Limosin : Armand
- 1987 : Hôtel de France de Patrice Chéreau : Serge
- 1988 : La Maison de jade de Nadine Trintignant : Bernard Gretz
- 1990 : Cyrano de Bergerac de Jean-Paul Rappeneau : Christian de Neuvillette
- 1991 : Le Voyage du capitaine Fracasse (Il viaggio di Capitan Fracassa) d'Ettore Scola : le baron de Sigognac
- 1991 : La Neige et le Feu de Claude Pinoteau : Jacques Sénéchal
- 1991 : Indochine de Régis Wargnier : Jean-Baptiste Le Guen
- 1993 : Fanfan d'Alexandre Jardin : Alexandre
- 1994 : La Reine Margot de Patrice Chéreau : Joseph de Boniface de La Môle
- 1996 : Par-delà les nuages (Al di là delle nuvole) de Michelangelo Antonioni : Niccolo
- 1996 : Ligne de vie de Pavel Lounguine : Philippe
- 1997 : The Crow : La Cité des anges (The Crow : City of Angels) de Tim Pope : Ash Corven / The Crow
- 1997 : Le Bossu de Philippe de Broca : Philippe de Nevers
- 1998 : The Treat de Jonathan Gems : Pierre
- 1998 : Talk of Angels de Nick Hamm : Francisco
- 1998 : Ceux qui m'aiment prendront le train de Patrice Chéreau : Frédéric / Viviane
- 1998 : Au cœur de la tourmente (Swept from the Sea) de Beeban Kidron : Yanko Gooral
- 1999 : Le Temps retrouvé de Raoul Ruiz : Morel
- 2000 : Épouse-moi de Harriet Marin : Hadrien
- 2000 : Le Libertin de Gabriel Aghion : Denis Diderot
- 2000 : Je rêvais de l'Afrique (I Dreamed of Africa) de Hugh Hudson : Paolo Gallman
- 2001 : Les Morsures de l'aube de Antoine de Caunes : Le jeune comédien
- 2002 : Le Pharmacien de garde de Jean Veber : Yan Lazarrec
- 2002 : La Reine des damnés (Queen of the Damned) de Michael Rymer : Marius de Romanus
- 2003 : La Felicita, le bonheur ne coûte rien (La felicità non costa niente) de Mimmo Calopresti : Francesco
- 2003 : Fanfan la Tulipe de Gérard Krawczyk : Fanfan la Tulipe
- 2003 : Je reste ! de Diane Kurys : Bertrand Delpire
- 2003 : Les Clefs de bagnole de Laurent Baffie : un comédien qui refuse de tourner avec Laurent Baffie
- 2004 : Alma, la fiancée du vent (Bride of the Wind) de Bruce Beresford : Oskar Kokoschka
- 2004 : Bienvenue en Suisse de Léa Fazer : Aloïs Couchepin
- 2005 : Nouvelle-France de Jean Beaudin : L’intendant Le Bigot
- 2007 : Le Code de l'apocalypse (Kod apokalipsisa) de Vadim Chmelev : Louis Levier
- 2009 : Demain dès l'aube... de Denis Dercourt : Mathieu
- 2010 : État de choc (Inhale) de Baltasar Kormákur : Dr Martinez
- 2010 : Bruc, la légende (Bruc, el desafío) de Daniel Benmayor : Maraval
- 2011 : Un baiser papillon de Karine Silla : Louis
- 2011 : Monsieur Papa de Kad Merad : Jean-Laurent
- 2012 : Ma première fois de Marie-Castille Mention-Schaar : Richard
- 2012 : Ce que le jour doit à la nuit d'Alexandre Arcady : Rucillio
- 2012 : Les Lignes de Wellington (As linhas de Torres Vedras) de Raoul Ruiz et Valeria Sarmiento : l’évêque
- 2013 : Un prince (presque) charmant de Philippe Lellouche : Jean-Marc
- 2013 : Puppylove de Delphine Lehericey : Christian
- 2014 : La Cuisine à Paris (Koukhnia v Parije) de Dmitri Diatchenko : Nicolas Dupont
- 2015 : The Price of Desire de Mary McGuckian : Le Corbusier
- 2017 : Dalida de Lisa Azuelos : Eddie Barclay
- 2017 : Chacun sa vie de Claude Lelouch : Le comte
- 2017 : D'après une histoire vraie de Roman Polanski : François
- 2017 : Hochelaga, terre des âmes de François Girard : Jacques Cartier
- 2018 : Les Estivants de Valeria Bruni Tedeschi : Jonathan Dickinson
- 2018 : At Eternity's Gate de Julian Schnabel : Le directeur
- 2018 : Les Petites Robes noires (Ladies in Black) de Bruce Beresford : Stefan
- 2019 : L'Intervention de Fred Grivois : Général Favrart
- 2019 : L'Autre Continent de Romain Cogitore : Professeur Deglacière
- 2019 : The Aeronauts de Tom Harper : Pierre Rennes
- 2019 : J'accuse de Roman Polanski : Louis Leblois
- 2021 : Turandot de Zheng Xiaolong : Roi de Malvia
- 2023 : Une affaire d'honneur de lui-même : Colonel Louis Berchère
- 2024 : Boléro d'Anne Fontaine : Cipa Godebski
- 2024 : Hot Milk de Rebecca Lenkiewicz : Gomez
- 2024 : Tigres et Hyènes de Jérémie Guez : Serge Lemy
- 2025 : La Venue de l'avenir de Cédric Klapisch : l'oncle de Lucien (participation exceptionnelle)

#### Courts métrages
- 1992 : Cendres d'or de Jean-Philippe Écoffey
- 1996 : Bull Business de Richard Bean
- 2010 : Tempus Fugit de Fred Grivois : Jo
- 2018 : Oedipe de Tito Gonzalez Garcia

### Télévision

#### Séries télévisées
- 1985 : Série noire : Yvon
- 2005 : Le Juge : Marc Steiner
- 2007 - 2008 : Paris, enquêtes criminelles : Revel
- 2007 - 2010 : Arn, chevalier du temple (Arn: Tempelriddaren) : Frère Guilbert
- 2014 : Disparus : Lieutenant Marc Marchelier
- 2014 : À livre ouvert : Robert Descours
- 2017 : Riviera : Le commissaire de police
- 2022 : Shantaram : Didier
- 2025 : La Frontera : Léon[12]

#### Téléfilms
- 1998 : Une balle en plein coeur (Shot Through the Heart)de David Attwood : Slavko
- 2004 : Frankenstein de Marcus Nispel : Deucalion
- 2006 : Avec le temps de Marian Handwerker : Philippe Julliart
- 2006 : Jeanne Poisson, marquise de Pompadour de Robin Davis : Louis XV
- 2008 : Avalanche de Jörg Lühdorff : Marc
- 2009 : Lo scandalo della Banca Romana de Stefano Reali : Clemente Claudet
- 2010 : Trahie ! de Charlotte Brändström : Paul
- 2012 : Cesare Mori - Il prefetto di ferro de Gianni Lepre : Cesare Mori

### Réalisateur
- 1992 : L'Échange (court métrage)
- 1999 : Rien dire (court métrage)
- 2002 : Peau d'ange
- 2007 : Si j’étais toi
- 2016 : Seul dans Berlin (Alone in Berlin / Jeder stirbt für sich allein)
- 2023 : Une affaire d'honneur

### Scénariste
- 1992 : L'Échange (court métrage)
- 2002 : Peau d'ange
- 2016 : Seul dans Berlin (Alone in Berlin / Jeder stirbt für sich allein)
- 2023 : Une affaire d'honneur

## Théâtre
- 1987 : Penthésilée de Heinrich von Kleist, mise en scène Pierre Romans, Festival d'Avignon, théâtre Nanterre-Amandiers
- 1987 : Catherine de Heilbronn de Heinrich von Kleist, mise en scène Pierre Romans, Festival d'Avignon, théâtre Nanterre-Amandiers
- 1987 : Platonov d'Anton Tchekhov, mise en scène Patrice Chéreau, Festival d'Avignon, théâtre Nanterre-Amandiers : Serge Voïnitzev
- 1988 : Chroniques d’une fin d'après-midi spectacle composé de fragments d'œuvres d'Anton Tchekhov, mise en scène Pierre Romans, Festival d'Avignon
- 1988 : Il faut passer par les nuages de François Billetdoux, mise en scène Lucian Pintilie, théâtre de la Ville
- 1988 : Hamlet de William Shakespeare, mise en scène Patrice Chéreau, Festival d'Avignon, théâtre Nanterre-Amandiers, TNP Villeurbanne
- 2011 : Le temps qui passe de Karine Silla-Pérez, mise en scène Vincent Perez, théâtre des Mathurins
- 2015 : Les Liaisons Dangereuses de Pierre Choderlos de Laclos, mise en scène Christine Letailleur, théâtre national de Bretagne

## Bande dessinée
Vincent Perez est également scénariste d'une série de bande dessinée en collaboration avec le dessinateur Tiburce Oger. Ces albums placent leurs histoires dans les forêts de son enfance, de Penthaz à Cheseaux.
- La Forêt, sorti le 4 mai 2007
- La Forêt 2 — Le Logis des âmes, sorti le 12 novembre 2008
- La Forêt 3 — A vida y a muerte, sorti le 13 janvier 2010
- La Forêt 4 — La Veuve noire, sorti le 27 octobre 2010

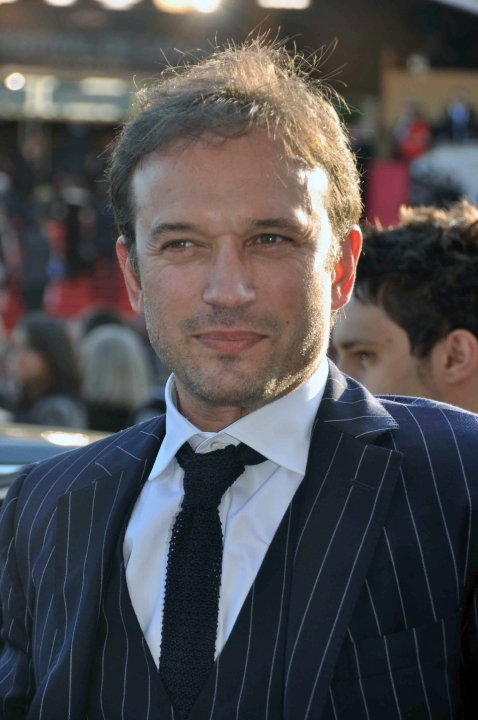
Vincent Perez au Festival de Cannes 2010.

## Distinctions

### Récompenses
- Prix Jean-Gabin 1992
- Festival du film de Cabourg 1998 : Swann d'or du meilleur acteur pour Le Bossu
- Festival international du film de fiction historique 2016 : prix du meilleur scénario pour Seul dans Berlin

### Nominations
- César 1991 : César du meilleur espoir masculin pour Cyrano de Bergerac
- César 1998 : César du meilleur acteur dans un second rôle pour Le Bossu
- César 1999 : César du meilleur acteur dans un second rôle pour Ceux qui m'aiment prendront le train